# La Mierla
La Mierla es un municipio y localidad española de la provincia de Guadalajara, en la comunidad autónoma de Castilla-La Mancha. Cuenta con una población de 38 habitantes (INE 2024).

## Geografía

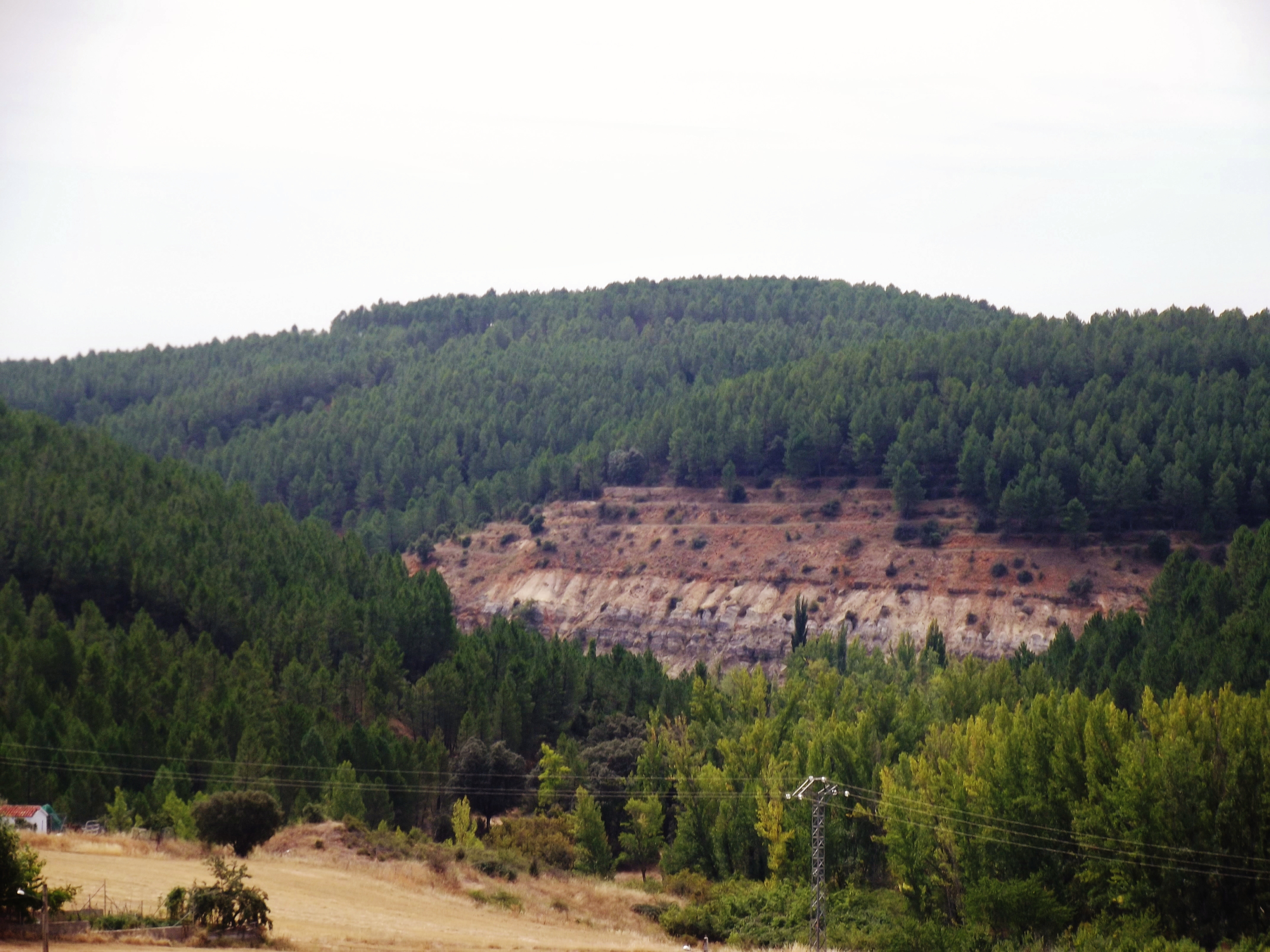
Pinares al sur de la localidad

La localidad está situada a una altitud de 957 m sobre el nivel del mar en una pequeña llanura entre los ríos Jarama y Sorbe. Se accede al pueblo por una carretera entre pinos que crecen entre grandes cárcavas. Antes de llegar se encuentran una fuente medieval y la ermita de la Soledad.
| Noroeste: Retiendas        | Norte: Tamajón        | Noreste: Tamajón   |
| Oeste: Puebla de Valles    |                       | Este: Cogolludo    |
| Suroeste: Puebla de Beleña | Sur: Puebla de Beleña | Sureste: Cogolludo |

## Historia

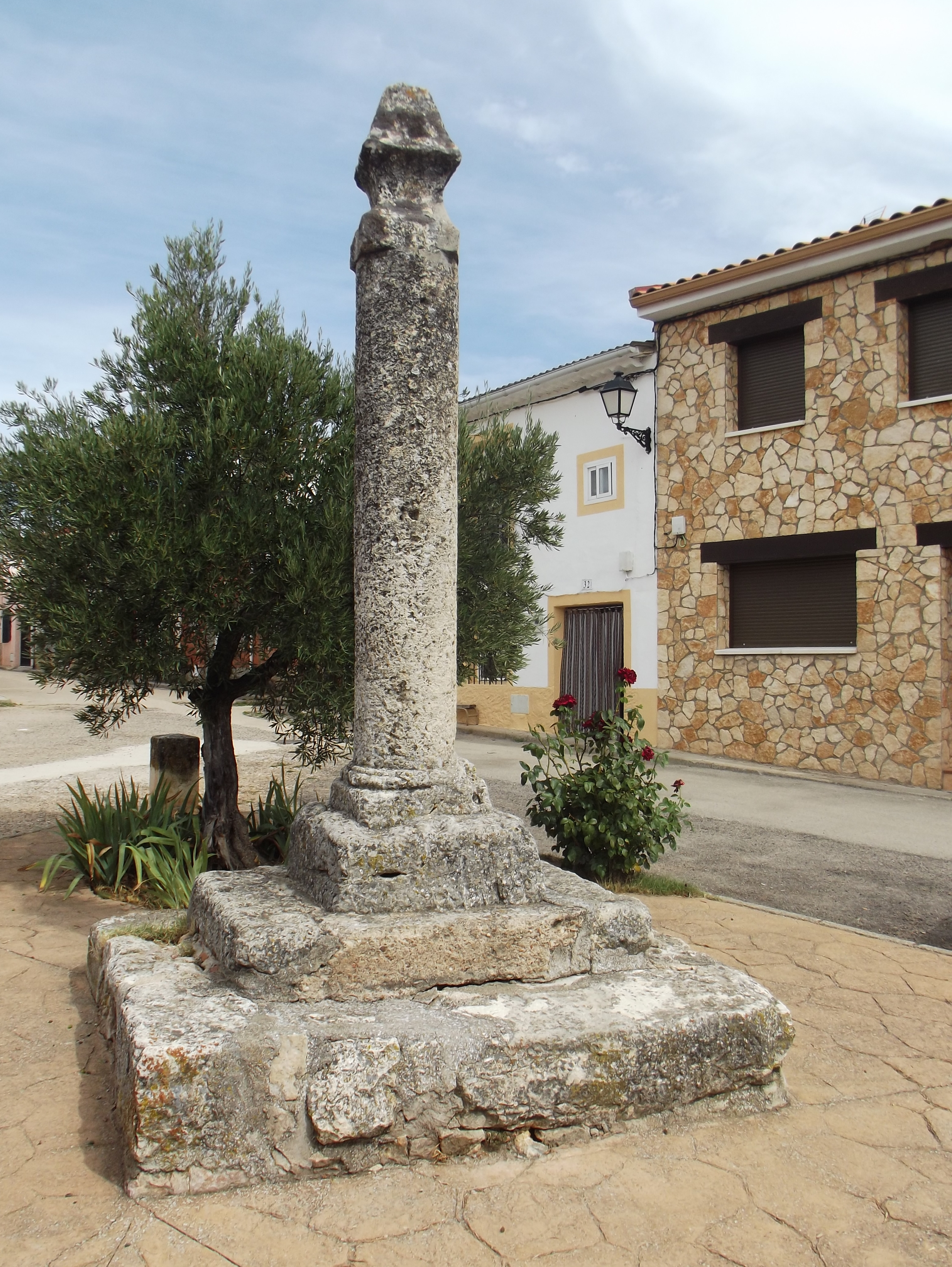
Picota de La Mierla

Su origen se remonta a la presura de finales del siglo XI y perteneció al Común de Atienza, hasta que se creó el Señorío de Beleña, al cual pasó a pertenecer. La peste negra del siglo XIV acabó con la población, y en 1420 el pueblo fue refundado por los hermanos Juan Fernández Merino y Martín Merino. En 1625 se independizó del señorío de Beleña, recibiendo el privilegio de villazgo, como indica la picota de la plaza.
Hacia mediados del siglo XIX, el lugar tenía contabilizada una población de 204 habitantes. La localidad aparece descrita en el decimoprimer volumen del Diccionario geográfico-estadístico-histórico de España y sus posesiones de Ultramar de Pascual Madoz de la siguiente manera:

MIERLA (la): v. con ayunt. en la prov. de Guadalajara (5 leg.), part. jud. de Tamajon (5/4), aud. terr. de Madrid (12), c. g. de Castilla la Nueva, dióc. de Toledo (24). sit. entre dos pequeños valles en punto algo elevado, con libre ventilacion y clima frio, las enfermedades mas comunes son fiebres intermitentes y catarrales: tiene 58 casas, la consistorial, escuela de instrucciin primaria, una igl. parr. de entrada (la Asuncion de Ntra. Sra.), matriz de las de Muriel y Sacedoncillo, servida por un cura de provision real prévio concurso, el cual nombra un teniente para los anejos. term.: confina N. Tamajon y Sacedoncillo; E. Beleña; S. Puebla de Beleña y O. Puebla de los Valles; dentro de él se encuentran varios manantiales, una ermita (la Soledad), y algunos corrales de cerrar ganado. El terreno, fertilizado por el arroyo llamado Val de la Mierla, que desagua en el Sorbe por la jurisd. de Beleña, participa de quebrado y valle; el primero áspero y poco productivo, y el segundo de buena calidad. caminos: los que conducen á los pueblos limítrofes y á la cab. del part,, todos en mal estado por la escabrosidad del terreno. correo: se recibe y despacha en la estafeta de Cogolludo por un propio que manda el ayunt. prod.: trigo, cebada, centeno, avena, patatas, algo de hortaliza, vino y buenos pastos, con los que se mantiene ganado lanar y cabrio, y las yuntas necesarias para la agricultura. ind.: la agrícola, recria de ganados, fabricacion de cal y algunos de los oficios mas indispensables. comercio: esportacion del sobrante de frutos á los mercados de Cogolludo, en los que se surte el vecindario de los art. de consumo que faltan. pobl.: 58 vec., 204 alm. cap. prod.: 855,000 rs. imp. 51,300. contr. 3.252.
(Madoz, 1848, p. 405)

La despoblación de los años 1960 hizo estragos, ahora apenas tiene diez habitantes permanentes y se perdieron fiestas tradicionales (botarga, romería de San Isidro). Aunque se mantiene como municipio independiente, carece de servicios permanentes de comercio, transporte y salud. 

## Demografía
La Mierla cuenta con una población de 38 habitantes (INE 2024).

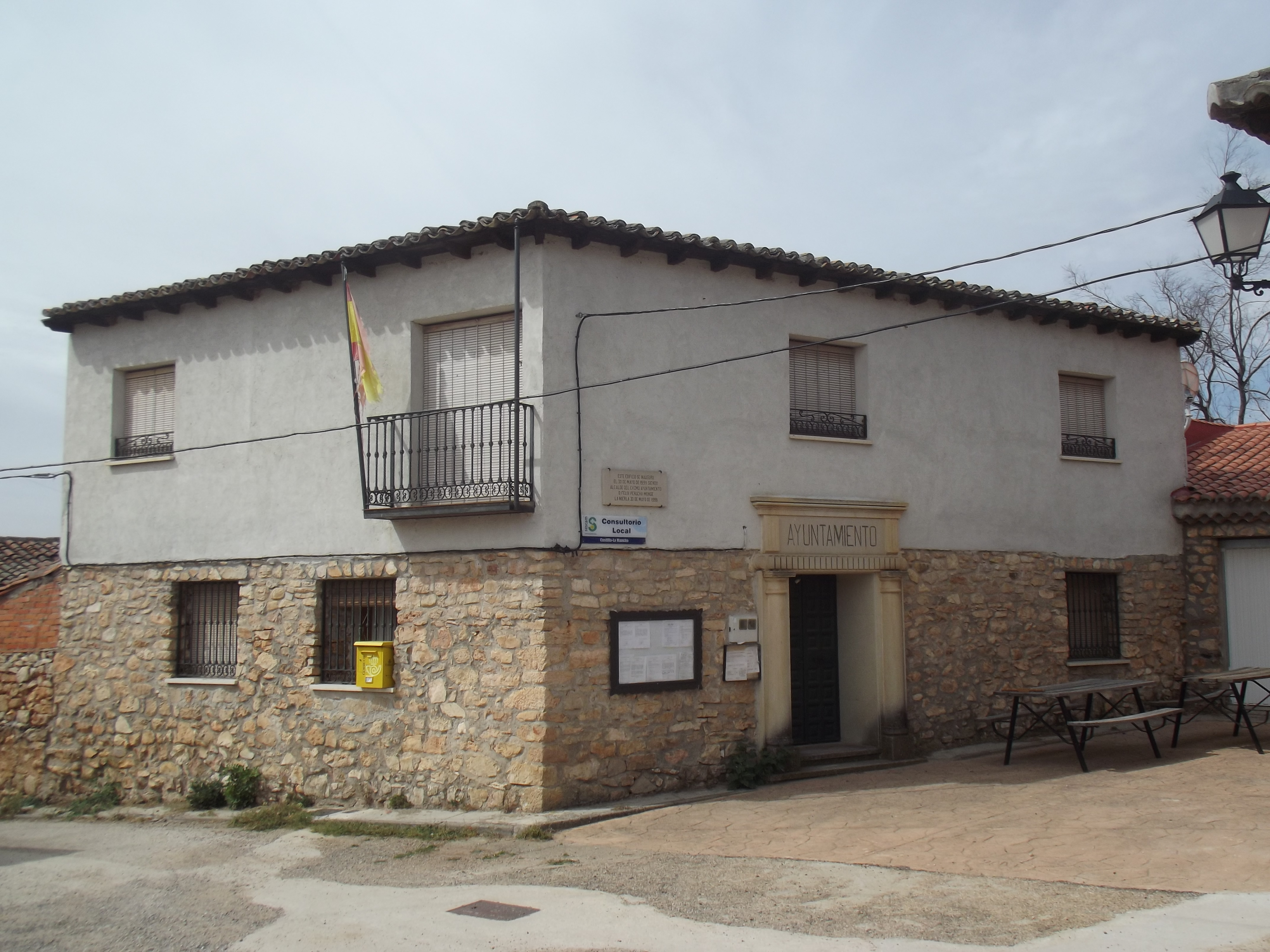
Ayuntamiento de La Mierla

| Gráfica de evolución demográfica de La Mierla entre 1842 y 2021                                                     |
| |
| Población de derecho según los censos de población del INE Población de hecho según los censos de población del INE |

## Fiestas
Sus fiestas patronales se celebran el 15 de agosto. La romería de Peñamira, patrona del municipio, se celebra el último sábado de mayo.

## Excursiones y rutas

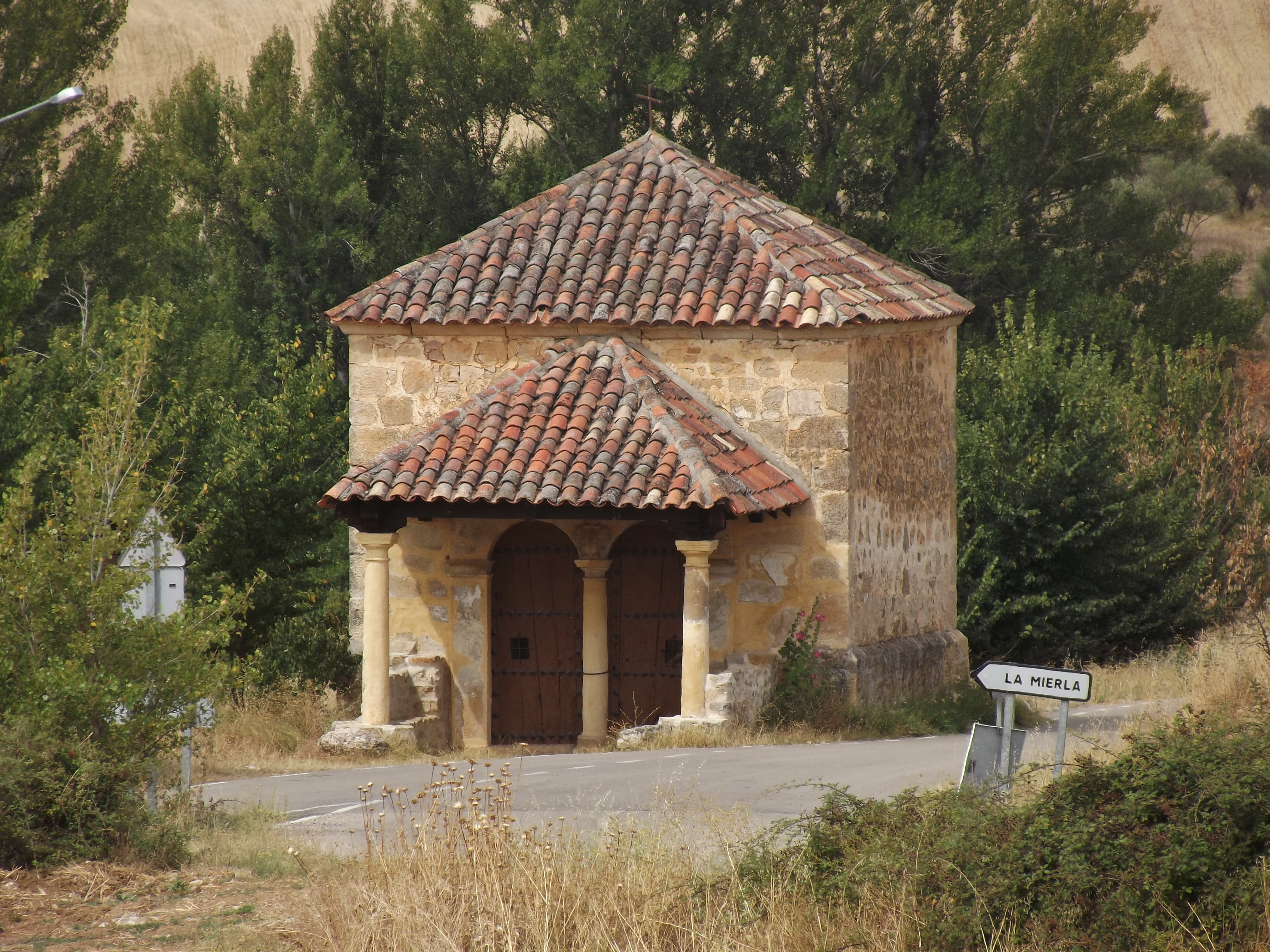
Ermita de la Soledad

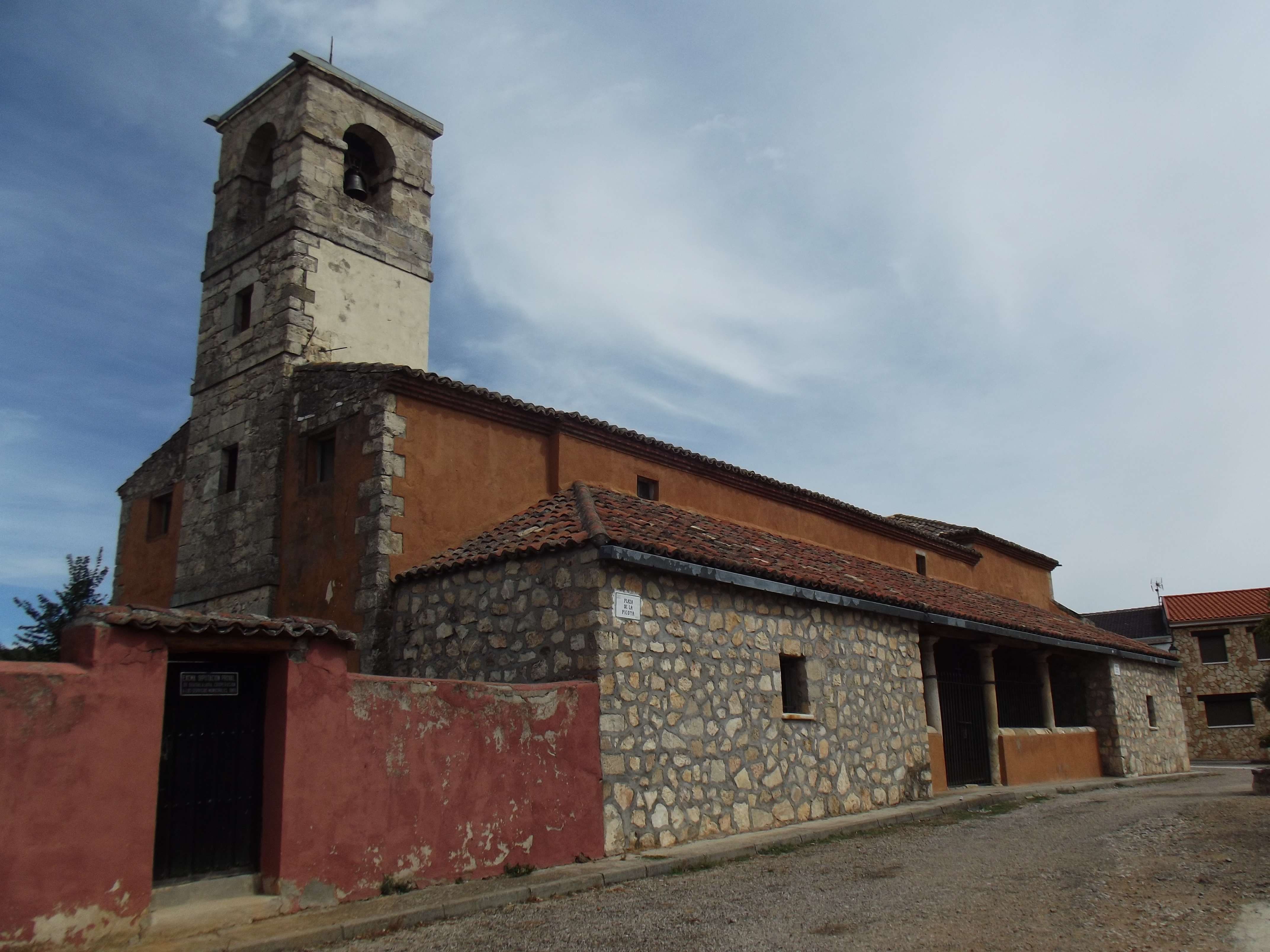
Iglesia de La Mierla

- Visita del casco urbano
- La cantera y el encinar
- Valmierla
- La Rambla del Valle

### Rutas de senderismo
- Camino de las encinas
- La ermita de Peñamira
- Pico de las Torrecillas